# Wiphala

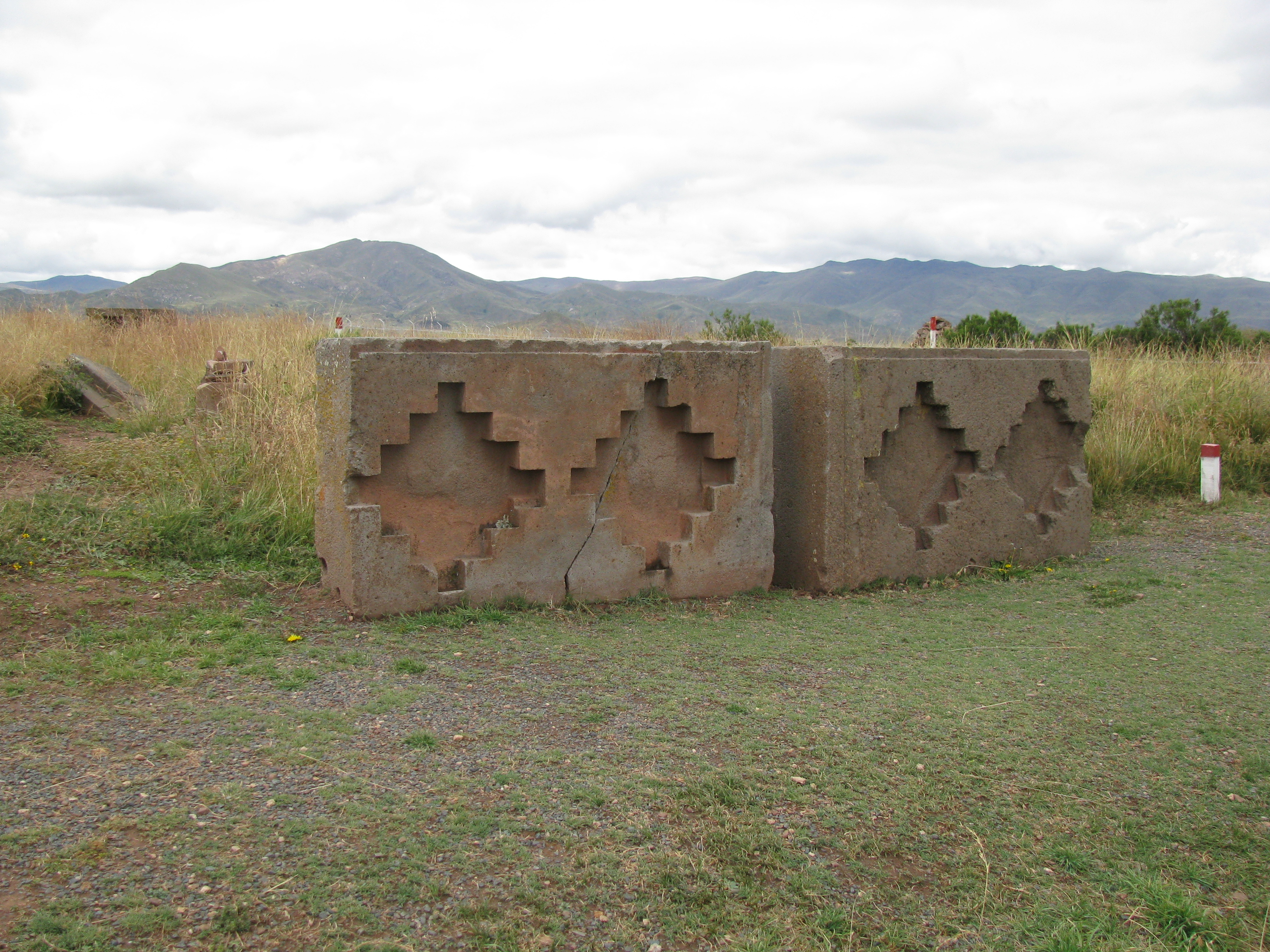
Wiphala représenté en pierre.

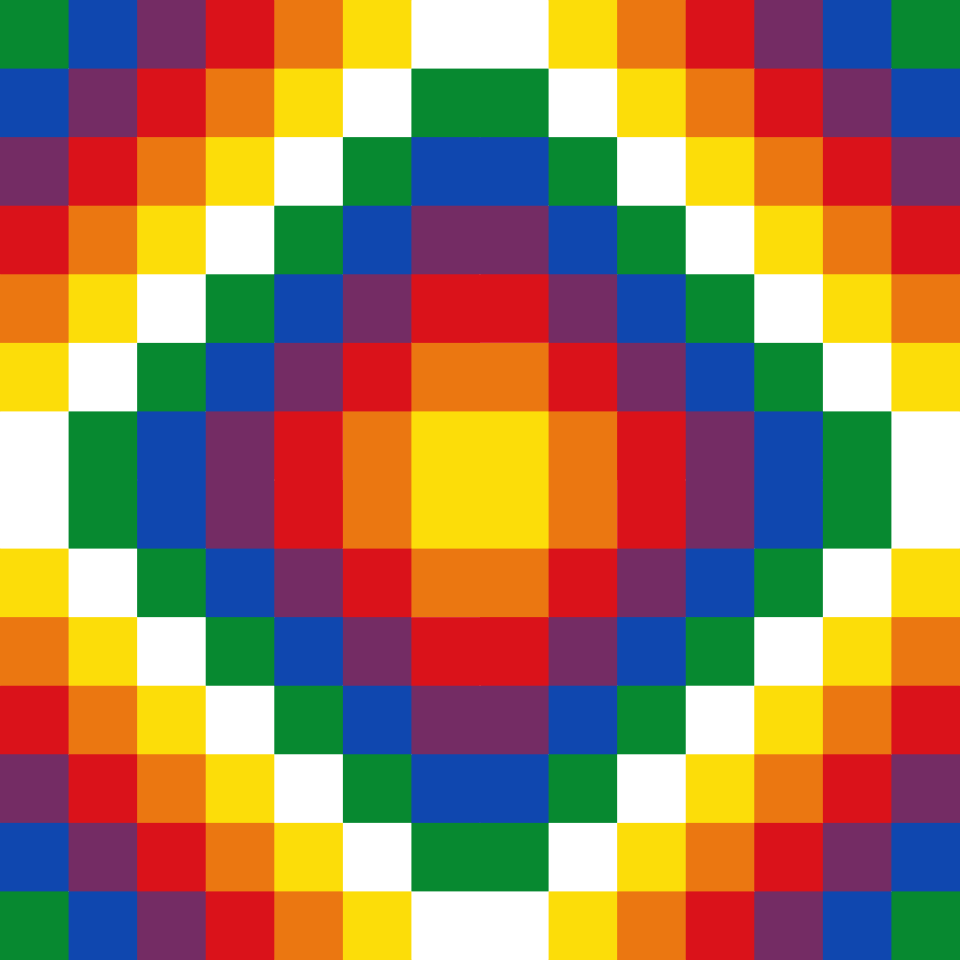

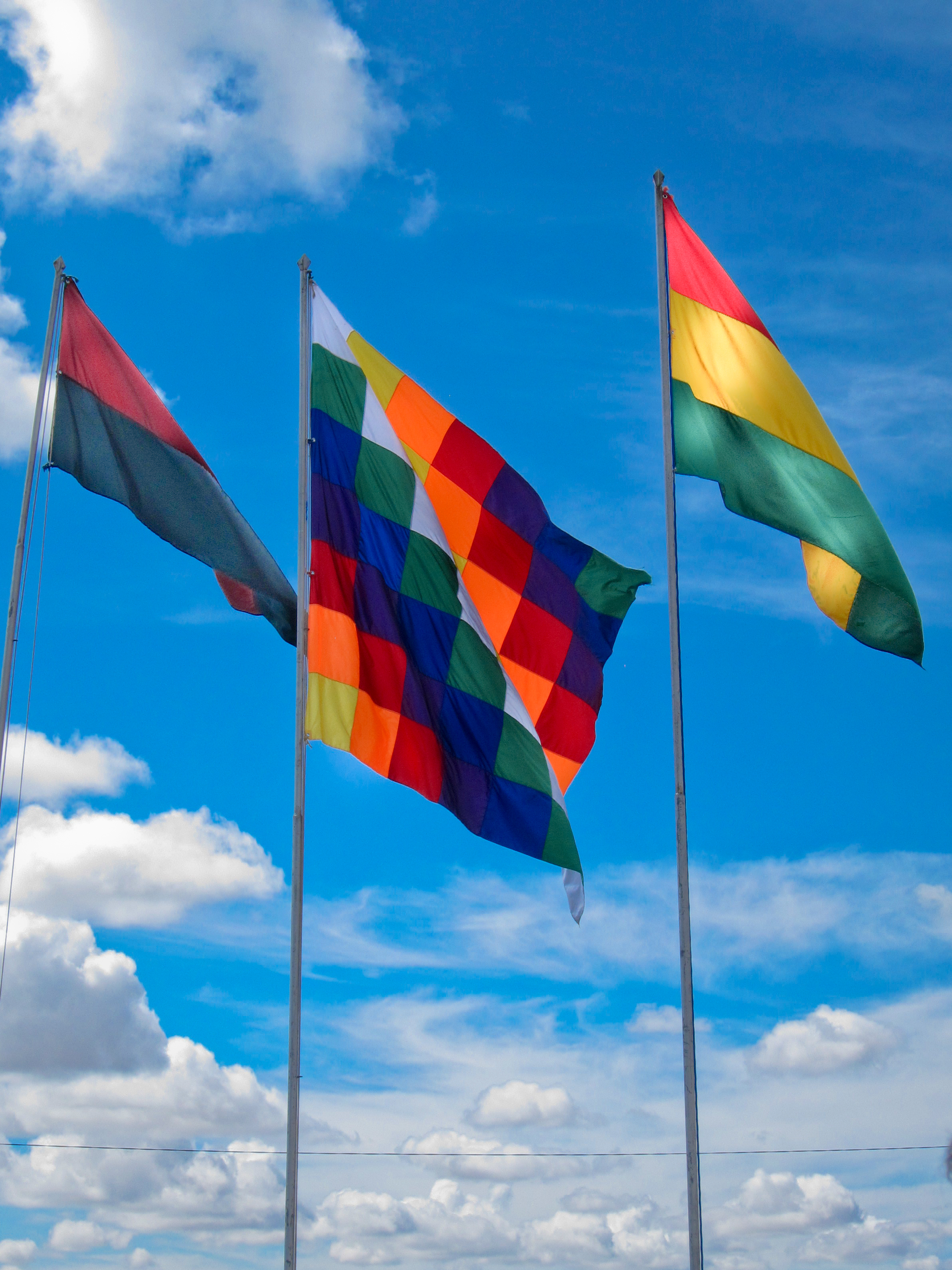
Wiphala.

Le terme wiphala (de l'aymara : wiphala, littéralement, « drapeau ») désigne les drapeaux carrés aux sept couleurs utilisées par les ethnies des Andes. Il existe de nombreuses variantes. L'une d'elles, considérée comme le drapeau ancestral du Collasuyo, et Tiwanaku, est utilisée actuellement comme symbole du peuple aymara et quechua.
Récemment, le wiphala a été accaparé comme élément d'une large iconographie des mouvements pronatifs, (non seulement indigène mais des métis et des blancs en Amérique du Sud), surtout des peuples quechuas en Équateur, Pérou, Bolivie, Argentine et Chili principalement. Cependant, son affectation principale concerne la revendication aymara et quechua en Bolivie.
Reconnu deuxième drapeau officiel national en Bolivie depuis 2009, il est retiré des bâtiments publics lors de la crise post-électorale bolivienne de 2019. Des policiers le découpent de leurs insignes. Il est également brûlé ou découpé par d'autres. Cet acte choque en Bolivie, où il est perçu comme raciste.

## Signification des couleurs de la Wiphala
Les couleurs viennent de l'arc-en-ciel :  
- rouge : planète terre (Pachamama)
- orange : société et culture
- jaune : énergie et force
- blanc : le temps et la dialectique

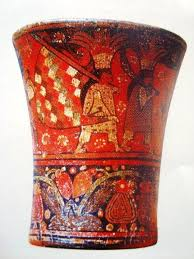

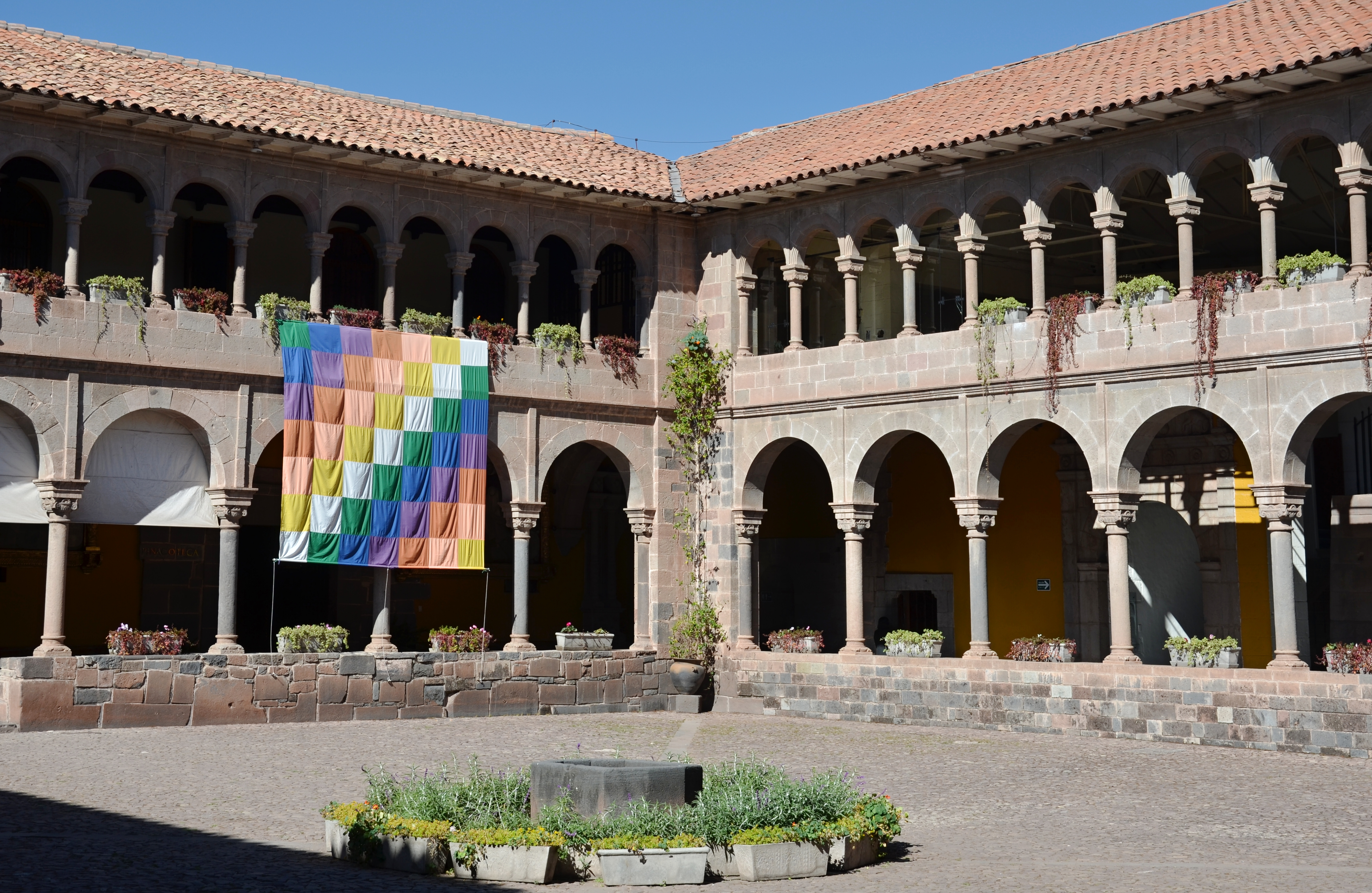

- vert : économie et production
- Wiphala pendant la parade du Día de la bandera 2007 à Rosario, Argentine.bleu : espace cosmique

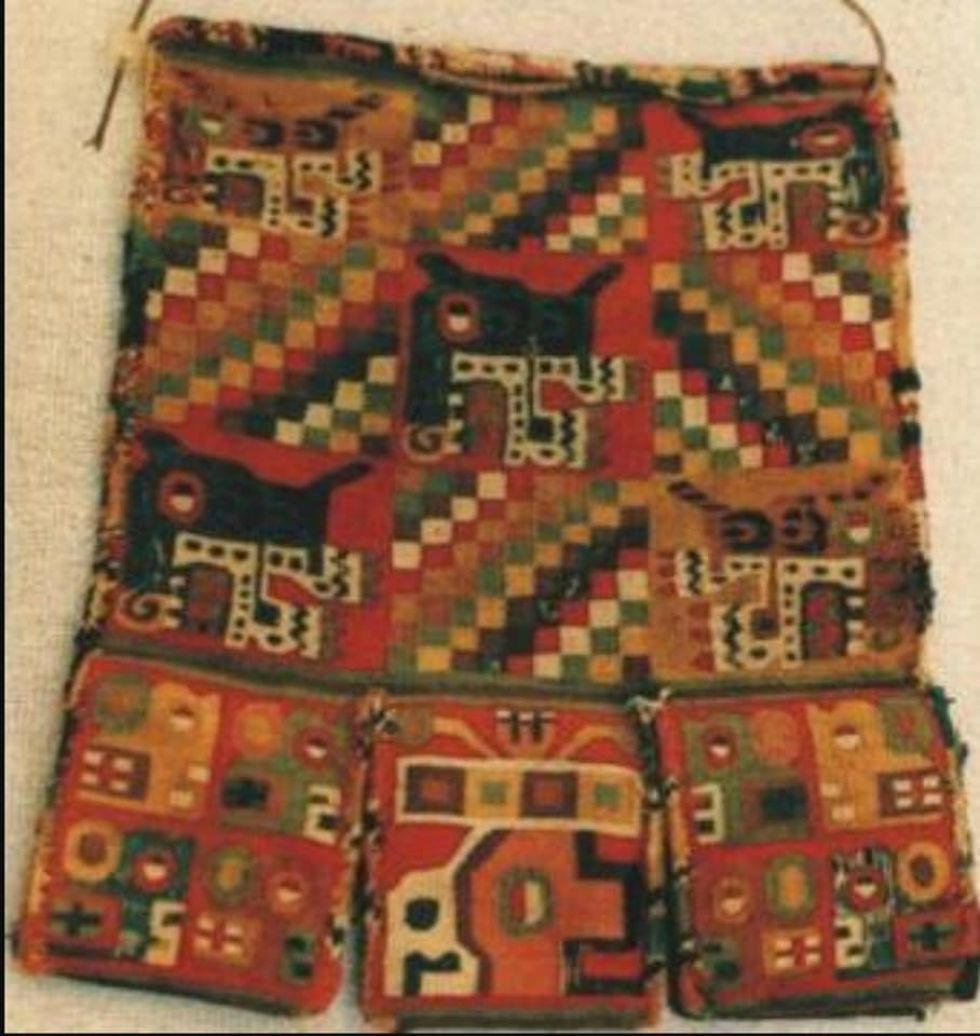

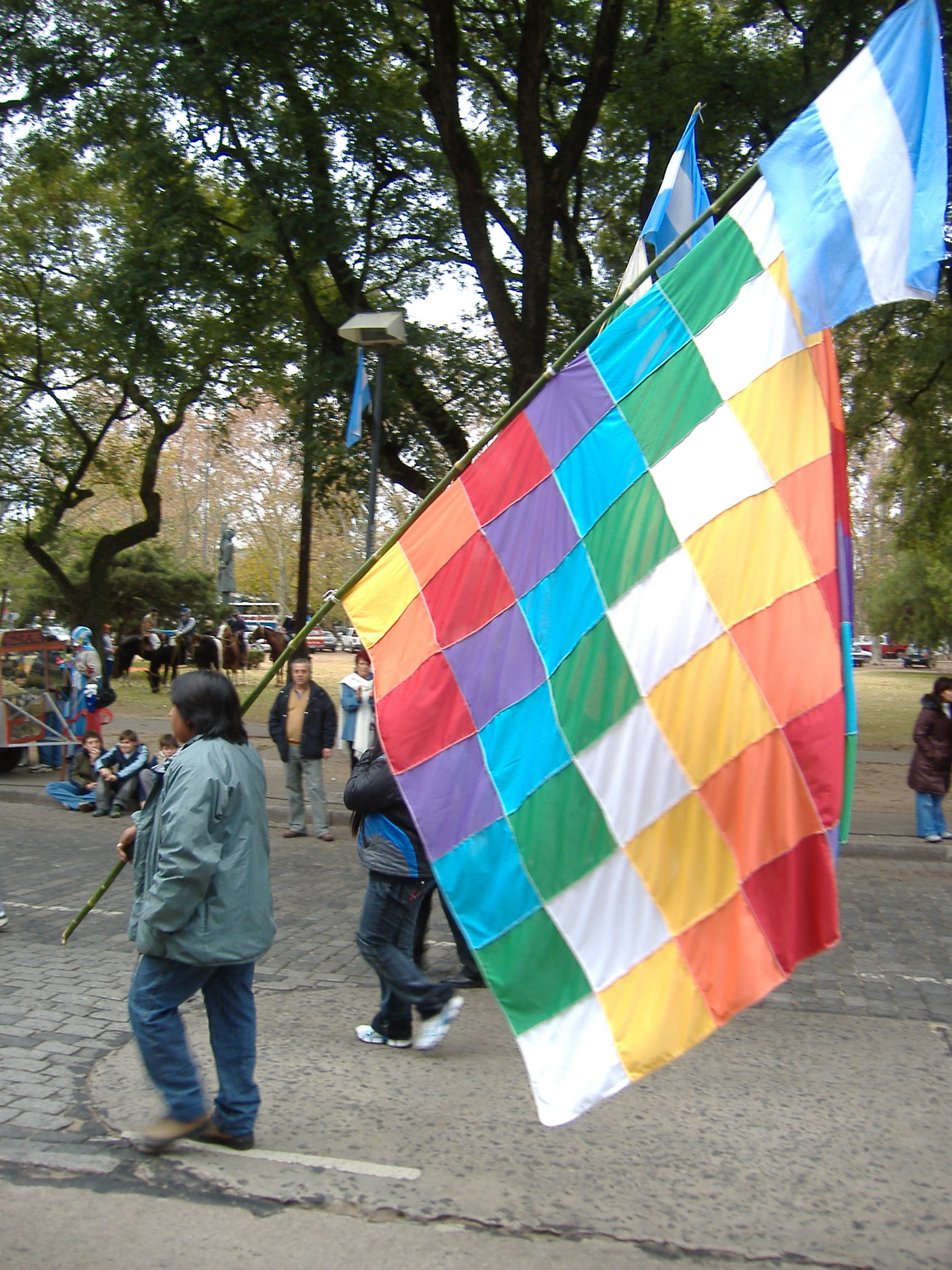
Wiphala pendant la parade du Día de la bandera 2007 à Rosario, Argentine.

- violet : politique et idéologie andine

Wiphala du Collasuyo et du peuple aymara (couleurs vives, carreaux blancs sur la diagonale).
Wiphala du Kunti Suyu (couleurs vives, carreaux jaunes sur la diagonale).
Wiphala de l'Anti Suyu (couleurs vives, carreaux verts sur la diagonale).
Wiphala du Chinchay Suyu (couleurs vives, carreaux rouges sur la diagonale).
Wiphala de Túpac Katari (couleurs pâles, blanc remplacé par ocre, carreaux verts sur la diagonale).
Wiphala de Túpac Katari (variante, couleurs vives, blanc remplacé par ocre, carreaux bleus sur la diagonale).

## Source
- (es) Cet article est partiellement ou en totalité issu de l’article de Wikipédia en espagnol intitulé « Wiphala » (voir la liste des auteurs).

1. ↑  https://www.facebook.com/RadioFranceInternationale, « À la Une: la Bolivie dans l’inconnu - RFI », sur RFI, RadioFranceInternationale, 12 novembre 2019 (consulté le 18 novembre 2019).
2. 1 2  « En Bolivie, le « wiphala », drapeau des indigènes, est attaqué après le départ d’Evo Morales », sur L'Obs, 12 novembre 2019 (consulté le 18 novembre 2019).